# إدوارد باريت (مصارع هاوي)
إدوارد باريت (بالإنجليزية: Edward Barrett)‏ (و. 1877 – 1932 م) هو مصارع رياضي ولاعب قذف، ومنافس ألعاب قوى من جمهورية أيرلندا، والمملكة المتحدة، والمملكة المتحدة لبريطانيا العظمى وأيرلندا، ولد في مقاطعة كري، شارك في الألعاب الأولمبية الصيفية 1912، والألعاب الأولمبية الصيفية 1908، والمصارعة في الألعاب الأولمبية الصيفية 1908 – رجال حرة وزن ثقيل ‏، توفي عن عمر يناهز 55 عاماً.

## روابط خارجية
- إدوارد باريت على موقع قاعدة بيانات المصارعة الدولية (الإنجليزية)
- إدوارد باريت على موقع اللجنة الأولمبية الدولية (الإنجليزية)
- إدوارد باريت على موقع أوليمبيديا (الإنجليزية)